# Gonia turgida
Gonia turgida är en tvåvingeart som beskrevs av Daniel William Coquillett 1897. Gonia turgida ingår i släktet Gonia och familjen parasitflugor. Inga underarter finns listade i Catalogue of Life.